# Mucor ardhlaengiktus
Mucor ardhlaengiktus är en svampart som beskrevs av B.S. Mehrotra & B.M. Mehrotra 1979. Mucor ardhlaengiktus ingår i släktet Mucor och familjen Mucoraceae.   Inga underarter finns listade i Catalogue of Life.